# Lope de Sierra Osorio
Lope de Sierra Osorio y Valdés (Llamas del Mouro, Asturias, España, primera mitad del siglo siglo XVII - España, siglo XVIII) fue un abogado español, que desempeñó varios cargos judiciales y administrativos en Nueva España y el reino de Guatemala, y fue miembro del Consejo de Indias.

## Datos familiares
Fue hijo de Diego García de Sierra Osorio, señor de la casa y solar de Sierra. 

## Estudios y actividad docente
Se graduó de licenciado en Leyes. En la Universidad de Salamanca fue profesor en el colegio de San Pelayo y el colegio Mayor del Arzobispo.

## Cargos en Nueva España
En 1665 actuó como visitador en Chiapas para investigar las demandas presentadas por los indígenas contra las autoridades españolas y los religiosos dominicos, que los tenían sometidos a servicios extraordinarios.  
En 1670 fue nombrado oidor de la Real Audiencia de México. El 21 de junio de 1676, fray Payo Enríquez de Rivera, virrey de Nueva España, informó a la Corona del papel destacado que Sierra Osorio y el oidor González Suárez de San Martín habían tenido en la obras de desagüe de la Ciudad de México.  
De 1677 a 1678 fue gobernador de la provincia de Nueva Vizcaya, con la superintendencia general de todo lo militar en el reino de Nueva Galicia. Se dedicó a someter a once grupos indígenas que habitaban en la sierra de Guadiana y El Parral y en pocos días los sorprendió y causó la muerte de 33 de ellos.

## Presidente interino de la Audiencia de Guatemala
Fue presidente interino de la Real Audiencia de Guatemala y capitán general de su distrito, cargo que ejerció del 22 de diciembre de 1678 al 23 de diciembre de 1681. 

## Cargos posteriores
Regresó a España por haber sido designado oidor de la Real Audiencia de Granada. Sin embargo, no llegó a ejercer ese cargo, ya que fue nombrado como miembro del Consejo de Indias, cargo que asumió el 13 de junio de 1685.